# Posloupnost funkcí
V matematice pojem posloupnost funkcí označuje posloupnost, jejímž členy jsou funkce. Nejtypičtější jsou posloupnosti funkcí reálné proměnné. Studium posloupností funkcí je součástí funkcionální analýzy.

## Definice
Posloupností funkcí nazveme libovolné zobrazení z množiny přirozených čísel do množiny funkcí. Zapisujeme {\displaystyle (a_{n}):\mathbb {N} \to \mathrm {X} }, kde {\displaystyle \mathrm {X} } je množina funkcí.
Nejčastěji se uvažuje o posloupnostech nad metrickými prostory funkcí jako je Lp prostor.

## Konvergence posloupnosti funkcí
Na posloupnostech funkcí se rozlišuje několik druhů konvergence – například posloupnost lineárních funkcí {\displaystyle f_{n}(x)=x/n} konverguje k nulové funkci {\displaystyle f(x)=0} bodově, ale ne stejnoměrně.
- Posloupnost funkcí {\displaystyle \{f_{n}\}} konverguje bodově k funkci {\displaystyle f:\mathbb {R} \to \mathbb {R} }, pokud konverguje v každém bodě, tj. pro každé {\displaystyle \varepsilon >0} a každé {\displaystyle x\in R} existuje {\displaystyle n_{0}\in \mathbb {N} } takové, že {\displaystyle f_{n_{0}}} (a všechny následující) se od {\displaystyle f} v bodě {\displaystyle x} liší o méně než {\displaystyle \varepsilon }.[1]
- Posloupnost konverguje stejnoměrně, pokud platí tatáž podmínka s tím rozdílem, že uvedené {\displaystyle n_{0}} nezávisí na {\displaystyle x}.[1]
- Konverguje skoro všude, pokud bodově konverguje v každém bodě kromě množiny tak malé, že její míra (např. Lebesgueova míra) je nulová.[pozn 1]
- Konvergence řady funkcí: Tak jako zápis {\displaystyle \sum _{n=1}^{\infty }a_{n}} je zkratka pro limitu posloupnosti částečných součtů, tj. {\displaystyle \lim _{n\to \infty }\sum _{j=1}^{n}a_{j}} tak i {\displaystyle \sum _{n=1}^{\infty }f_{n}(x)} je zkratka pro {\displaystyle \lim _{n\to \infty }\sum _{j=1}^{n}f_{j}(x)}. Tato posloupnost částečných (funkčních) součtů může konvergovat stejnoměrně, bodově, skoro všude apod.
- Konečně pro každou topologickou strukturu na množině funkcí lze hovořit o konvergenci podle této topologie, přičemž se nijak nevyužívá, že objekty konvergence jsou funkce. Jinými slovy: na množině funkcí, stejně jako na každé jiné množině, libovolná topologická struktura definuje konvergenci.

Tyto definice lze zobecnit na konvergenci funkcí z jakékoli množiny  do vhodné množiny :
- Pro stejnoměrnou konvergenci je potřeba, aby  byl metrický prostor nebo alespoň uniformní prostor.
- Pro bodovou konvergenci postačí topologický prostor.
- Pro konvergenci skoro všude musí navíc být dáno, jaké podmnožiny  jsou „malé“ (typicky tím, že X je prostor s mírou).
- Konvergence řady je studována především v Banachových prostorech, protože je tam k dispozici sčítání a metrika a všechny cauchyovské posloupnosti tam mají limitu.

### V metrických prostorech
Definice bodové ani stejnoměrné konvergence reálných posloupností nijak nevyužívá toho, že definiční obory funkcí jsou právě reálná čísla. Proto je možné tyto pojmy zobecnit z funkcí z {\displaystyle \mathbb {R} \to \mathbb {R} } na funkce {\displaystyle X\to \mathbb {R} } pro jakoukoli neprázdnou množinu {\displaystyle X}, aniž bychom na {\displaystyle X} vyžadovali nějakou dodatečnou strukturu, např. že to má být metrický prostor.
Skutečnost, že {\displaystyle f_{n}(x)} a {\displaystyle f(x)} jsou reálná čísla, není v podmínce {\displaystyle |f_{n}(x)-f(x)|<\varepsilon } (ani žádné další části definice) využita nad rámec toho, že lze stanovit jejich vzdálenost. Proto místo reálných čísel můžeme použít jakoukoli množinu {\displaystyle Y} s kteroukoli metrikou {\displaystyle d}. Díky tomu lze pro libovolnou neprázdnou množinu {\displaystyle X} a libovolný metrický prostor {\displaystyle (Y,d)} lze definovat, že posloupnost funkcí {\displaystyle \{f_{n}\}:X\to Y} konverguje k funkci {\displaystyle f}.
- Bodově když {\displaystyle \forall \varepsilon \!>\!0\;\forall \,x\!\in \!X\;\exists \,n_{0}\!\in \!\mathbb {N} \;\forall n\!>\!n_{0}\;:\;d(f_{n}(x),f(x))<\varepsilon }.

- Stejnoměrně když {\displaystyle \forall \varepsilon \!>\!0\;\exists \,n_{0}\!\in \!\mathbb {N} \;\forall \,x\!\in \!X\;\forall n\!>\!n_{0}\;:\;d(f_{n}(x),f(x))<\varepsilon }.

Tyto dvě definice se liší jen prohozením pořadí kvantifikátorů {\displaystyle \forall \,x} a {\displaystyle \exists \,n_{0}}, stejně jako u definice na reálných číslech, která je speciálním případem této obecnější definice. Pořadí kvantifikátorů je zde velmi důležité. Stejnoměrná konvergence je mnohem silnější a implikuje bodovou. Vztah mezi těmito konvergencemi popisuje Diniho věta.

Příklad posloupnosti funkcí, která konverguje bodově, ale ne stejnoměrně.

Příklad
Mějme {\displaystyle f_{n}(x)=\operatorname {\sin ^{2n}} x} a supremovou metriku {\displaystyle d(f,g)=\sup _{x\in \mathbb {R} }|f(x)-g(x)|}. Tato posloupnost konverguje bodově k funkci {\displaystyle g(x)={\begin{cases}1,&x=\pi n,n\in \mathbb {Z} \\0,&{\mbox{jinak}}\end{cases}}}, protože pro každé {\displaystyle \forall \varepsilon } a {\displaystyle \forall x} se dá snadno najít index, od kterého bude podmínka splněna. Avšak nekonverguje stejnoměrně, protože bychom hledali takové {\displaystyle n_{0}}, že {\displaystyle \forall n\!>\!n_{0}:\sup _{x\in \mathbb {R} }|f_{n}(x)-g(x)|<\varepsilon }, ale v {\displaystyle \sup _{x\in \mathbb {R} }|f_{n}(x)-g(x)|=1} pro jakékoliv n, protože v je {\displaystyle \pi /2} bod nespojitosti g(x).

### V topologických prostorech
Topologický prostor Y nemá definované nic obdobného metrice, pouze nese informaci o otevřených množinách na {\displaystyle Y}. Ne všechny topologické prostory jsou metrizovatelné (tj. lze na nich definovat metriku).
Bez konkrétní metriky na {\displaystyle Y} nelze hovořit o stejnoměrné konvergenci, topologie. Říkáme, že posloupnost funkcí {\displaystyle {f_{n}}} z množiny {\displaystyle X} do topologického prostoru {\displaystyle Y} k funkci {\displaystyle f\to Y} konverguje bodově, pokud pro každé {\displaystyle x\in X} posloupnost {\displaystyle {f_{n}(x)}} bodů z {\displaystyle Y} konverguje k {\displaystyle f(x)}.
Formálně zapsáno:
Necht’ {\displaystyle (X,T)} je topologický prostor, {\displaystyle (u_{i})\subset X} je posloupnost bodů z {\displaystyle X} a {\displaystyle u\in X}. Jestliže ke každému okolí {\displaystyle G} bodu {\displaystyle x} existuje index {\displaystyle n_{0}\in N} takový, že {\displaystyle u_{n}\in G} pro všechna {\displaystyle nn_{0}}, řekneme, že posloupnost {\displaystyle (u_{i})} konverguje k bodu {\displaystyle u\in X} a píšeme {\displaystyle x_{n}\to x} v {\displaystyle (X,T)} nebo {\displaystyle \lim _{i\to \infty }u_{i}=u}.

### V uniformních prostorech
K zavedení pojmu stejnoměrné konvergence funkcí z {\displaystyle X} do {\displaystyle Y} nestačí, aby {\displaystyle Y} byl pouze topologický prostor, topologická struktura, k tomu neposkytuje dostatek informací. Na druhou stranu není nutné mít tak detailní strukturu, jakou poskytuje metrický prostor. Proto vznikl pojem uniformní prostor, který obsahuje právě informaci k tomu potřebnou.
Pro neprázdnou množinu {\displaystyle X}, uniformní prostor {\displaystyle (Y,U)} a množinu funkcí {\displaystyle {f_{n}}} z {\displaystyle X} do {\displaystyle Y} se říká, že stejnoměrně konverguje k funkci {\displaystyle f:X\to Y}, pokud ke každému {\displaystyle V\in U} existuje {\displaystyle N\in \mathbb {N} }, takové že pro všechna {\displaystyle n\geq N} a {\displaystyle x\in X} platí {\displaystyle (f_{n}(x),f(x))\in V}.